# Ивановка (Ярмолинецкий район)
Ивановка (укр. Іванівка) — село в Ярмолинецком районе Хмельницкой области Украины.
Население по переписи 2001 года составляло 185 человек. Почтовый индекс — 32140. Телефонный код — 3853. Занимает площадь 0,872 км². Код КОАТУУ — 6825883603.

## История
В 1946 г. указом ПВС УССР село Яновка переименовано в Ивановку.

## Местный совет
32140, Хмельницкая обл., Ярмолинецкий р-н, с. Михайловка